# GABA
GABA (forkortelse for gamma-aminosmørsyre eller gamma-aminobutansyre) er en hæmmende (inhibitorisk) neurotransmitter, som kan findes i både centrale og perifere nervesystemer i en lang række dyrearter. GABA er den primære hæmmende neurotransmitter i hjernen.

## Funktion
I dyr bindes GABA til inhibitoriske synapser i hjernen. Den specifikke virkning er, at GABA binder sig til receptorer i plasmamembranen på både præ- og postsynaptiske neuroner. Denne binding afstedkommer enten en øget strøm af negativt ladede chloridioner ind i cellen eller en øget strøm af positivt ladede kaliumioner ud af cellen. Dette resulterer typisk i en celleladning, der er mere negativ – såkaldt hyperpolarisering – hvilket forhindrer neurotransmission. Når det er kloridioner, GABA-bindingen får til lettere at kunne passere membranen, giver dette oftest ikke nogen ændring i membranspænding, men det bliver alligevel vanskeligere at udløse en nerveimpuls, da cellen så at sige er kortsluttet.
GABA-antagonister er lægemidler, som har en hæmmende effekt på GABA.

## Eksterne links
- Wikimedia Commons har flere filer relateret til GABA